# Francisco Javier López Aguilera
Francisco Javier López Aguilera, més conegut com a Javi López (Barcelona, 24 d'agost de 1973), és un exfutbolista català, que ocupava la posició de lateral esquerre.

## Trajectòria
Es va iniciar a les files del Damm CF, i en edat juvenil va recalar al Reial Madrid. A l'equip madridista va despuntar en el C i en el B, amb qui va jugar a la Segona Divisió, però, no va debutar en el primer equip. La 95/96 qualla una bona temporada al CD Leganés, amb 36 partits i 6 gols, la qual cosa li val fitxar pel Racing de Santander.
Amb l'equip càntabre debuta en primera divisió la temporada 96/97. Va romandre dos anys al Racing, tot jugant 66 partits de lliga i va marcar 3 gols. L'estiu del 1998 fitxa pel Deportivo de La Corunya. Però, no va trobar un lloc a l'equip gallec, amb qui tan sols disputa un partit. Eixa mateixa campanya, la 98/99, és cedit al CD Tenerife, que posteriorment el fitxaria.
Javi López va jugar una temporada amb bon nivell a l'equip canari. Les lesions, però, truncarien la seua carrera: entre el 2000 i la seua retirada el 2004, tan sols apareix en quatre ocasions.